# Римокатоличка црква Светог Димитрија у Сремској Митровици
Римокатоличка црква Светог Димитрија, краће и месно Католичка црква, је богослужбени храм у граду Сремска Митровица. Црква је катедрални храм Сремске бискупије Римокатоличке Цркве. Црква је посвећена Светом Димитрију, заштитнику града.
Црква је, заједно са суседним жупним двором, споменик културе од великог значаја.

## Историјат
Хришћански живот на подручју града у оквиру Римокатоличке Цркве је заживео 1229. године када папа Гргур IX обнавља Сремску бискупију, а у Сремској Митровици је основан бенедиктински манастир св. Иренеја Сремског. Верски живот развија се до турског времена - 1521. године. За време турске власти парохија се спомиње још 1665. године. Након ослобођења од Турака парохија је обновљена 1743. године. Тада се као верници јављају Немци, Хрвати и Мађари. Данашња парохијска црква саграђена је 1811. године, а посвећена 30. јуна 1811. године. Заштитник цркве и парохије, као и целог града био је увек свети Димитрије.
Парохијска црква добила је наслов конкатедрале 1984. године, и наслов базилике минор 1991. године, што је највећа част указана једној цркви. Успостављањем Бискупије Сремске 2008. године црква је припала новоуспостављеној бискупији и постала катедрална црква.